# Spirostreptus pseudofuscipes
Spirostreptus pseudofuscipes är en mångfotingart som beskrevs av Henri W. Brölemann 1903. Spirostreptus pseudofuscipes ingår i släktet Spirostreptus och familjen Spirostreptidae. Inga underarter finns listade i Catalogue of Life.